# جرارد بورداس
جرارد بورداس (انگلیسی: Gerard Bordas؛ زادهٔ ۱۱ سپتامبر ۱۹۸۱) بازیکن فوتبال اهل اسپانیا است.
از باشگاه‌هایی که در آن بازی کرده‌است می‌توان به باشگاه خیمناستیک تاراگونا، باشگاه فوتبال ژیرونا، و باشگاه فوتبال ویارئال اشاره کرد.